# Korvac
Michael Korvac, noto anche semplicemente come Korvac oppure il Nemico, è un personaggio dei fumetti Marvel Comics. Apparve per la prima volta nel supplemento trimestrale, Giant-size Defenders #3 del gennaio 1975. Venne ideato da Steve Gerber e Jim Starlin.

## Storia editoriale
Michael Korvac ha debuttato in Giant-Size Defenders #3 (1975) noto solo come "Korvac", e secondo il creatore Gerber: "Il personaggio era davvero un usa e getta, creato per una storia. E non ho mai avuto intenzione di riportarlo indietro, perché, tra altre cose, odiavo il nome! Penso ancora che suoni più come un aspirapolvere (in inglese "vacuum cleaner") che come un cattivo".
Tuttavia, Roger Stern e Len Wein hanno ritenuto che Korvac, essendo originario del 31º secolo, fosse un avversario naturale per i Guardiani della Galassia, e ha scritto una storia in Thor Annual #6 (1977) che aveva lo scopo di metterlo in quel ruolo. La serie dei Guardiani della Galassia, Marvel Presents, è stata cancellata prima della pubblicazione di Thor Annual #6, interrompendo i piani di Stern di utilizzare Korvac lì. Korvac instead appeared in Avengers #167, 168, 170–177 (January–November 1978), later called the "Korvac Saga". Korvac invece è apparso in Avengers # 167, 168, 170-177 (gennaio-novembre 1978), in seguito chiamato "Korvac Saga". Gli undici numeri sono stati scritti da Jim Shooter e David Michelinie, con i disegni di George Pérez e David Wenzel.
Un'edizione tascabile commerciale ha ristampato la Korvac Saga nel 1991 e includeva un nuovo epilogo scritto da Mark Gruenwald e disegnato da Tom Morgan. Anche se la conclusione riveduta considerava Korvac un cattivo, è stata rimossa dall'editore Tom Brevoort quando è stata ristampata come Avengers Legends Volume 2: The Korvac Saga nel 2003.
Korvac riapparve brevemente in Avengers Annual #16 (1987). È ampiamente citato in una trama crossover annuale estiva del 1991: Fantastic Four Annual # 24 (1991); Thor Annual #16 (1991); Silver Surfer Annual #4 (1991) e Guardiani della Galassia Annual #1 (1991). Il personaggio è tornato in Captain America vol. 3, #17-19 (maggio-luglio 1999).
Korvac è apparso anche in entrambi i volumi del titolo dell'universo alternativo What If?, nei numeri 32 (aprile 1982) e nel vol. 2, numero 36 (aprile 1992). Korvac ha fatto un ritorno all'universo 616 mainstream in Avengers Academy # 11 (marzo 2011).
Per legare con il film Captain America: The First Avenger, una rivisitazione per tutte le età della Korvac Saga è stata pubblicata nel dicembre 2010 e si è conclusa nel marzo 2011 dal titolo Captain America: The Korvac Saga. La storia è stata condensata e focalizzata principalmente su Capitan America che viaggia verso il futuro alla ricerca di Korvac con l'aiuto di Nikki e Firelord.

## Biografia del personaggio
Michael Korvac è un tecnico informatico nell'universo alternativo Terra-691. Quando il Sistema Solare e le sue colonie vengono conquistate dall'alieno Badoon nel 3007 d.C., Korvac diventa un collaboratore e un traditore della razza umana. Catturato addormentato da una macchina mentre lavorava, i Badoon puniscono Korvac innestando la parte superiore del suo corpo su una macchina, rendendolo effettivamente un cyborg. Korvac viene quindi trasportato nel tempo dall'anziano dell'universo, il Gran Maestro, che lo utilizza come pedina per combattere l'eroe Doctor Strange e i Difensori.
Alla fine viene rivelato che Korvac ha deliberatamente perso il combattimento in modo da poter essere in grado di scansionare e analizzare con discrezione il potere cosmico del Gran Maestro. Guadagnando diverse nuove abilità da questa analisi, Korvac uccide i suoi padroni Badoon e progetta di conquistare il cosmo. Korvac recluta un gruppo di alieni chiamati "Servoni della minaccia" e tenta di far diventare Nova il sole della Terra, ma viene sconfitto dai Guardiani della Galassia e dal dio del tuono Thor, che viaggia nel tempo.

### La saga di Korvac
Durante la trama di "The Korvac Saga", Korvac fugge attraverso il tempo e lo spazio verso l'universo Terra-616. All'arrivo, Korvac scopre la stazione spaziale dell'entità Galactus. Durante il tentativo di scaricare la conoscenza di Galactus dalla stazione nel proprio sistema, Korvac è imbevuto del Potere Cosmico e diventa simile a un dio. Korvac si ricrea quindi come una perfetta forma umanoide e, fingendosi un umano chiamato "Michael", si reca sulla Terra con l'intento di rimodellarla in un'utopia. Korvac, tuttavia, è inseguito dai Guardiani della Galassia, che uniscono le forze con la squadra di supereroi dei Vendicatori nel tentativo di fermare il cattivo.
Il membro dei Guardiani Starhawk trova Korvac e lo combatte in segreto. Korvac, tuttavia, disintegra Starhawk e poi lo ricrea, ma toglie all'eroe la capacità di percepire Korvac in qualsiasi modo così da evitare il rilevamento futuro. L'Anziano dell'Universo noto come il Collezionista prevede l'arrivo di due esseri in grado di sfidare gli Anziani (Korvac e Thanos), e trasforma sua figlia Carina in un essere di incredibile potere da usare come arma contro di loro. Carina incontra Korvac, ma i due si innamorano e lei inizia a simpatizzare per lui. Il Collezionista viene sconfitto dai Vendicatori dopo un tentativo fallito di "raccogliere" e proteggere gli eroi da Korvac, che dopo aver scoperto la trama del Collezionista disintegra l'Anziano.
Iron Man alla fine rintraccia Korvac in un quartiere residenziale a Forest Hills Gardens, nel Queens, a New York City, New York. L'intero gruppo dei Vendicatori, aiutati dall'eroina Ms. Marvel, e dai Guardiani della Galassia, affrontano Korvac e Carina, che si atteggiano a una coppia della classe media. L'inganno di Korvac viene rivelato quando Starhawk afferma di non poter vedere l'uomo chiamato "Michael". Rendendosi conto che è stato scoperto e che entità cosmiche come Odino e l'Osservatore sono ora consapevoli della sua esistenza, Korvac è costretto a combattere.
Korvac uccide ondate di eroi e alla fine viene colto alla sprovvista e indebolito da Capitan America e Wonder Man. Sebbene sia in grado di uccidere gli eroi, Korvac è ulteriormente indebolito dagli sforzi combinati di Starhawk, Iron Man, Visione e Thor. Sentendo che Carina ora dubita di lui, Korvac si suicida con un atto di volontà. Carina arrabbiata attacca gli eroi sopravvissuti, ma viene infine uccisa da Thor. L'intera battaglia è seguita dall'Avenger "part-time" Dragoluna, che si rende conto che Korvac voleva solo aiutare l'umanità, con il suo atto morente di riportare in vita i Vendicatori e i Guardiani. Le anime di Korvac e Carina sono poi passate nel regno della Morte, dove sono sorvegliate da Master Order e Lord Chaos.
Durante la trama di "The Korvac Quest" viene rivelato che Korvac ha scartato il suo potere quando era vicino alla morte dopo aver percepito che Galactus aveva attivato l'arma l'Ultimate Nullifier in rappresaglia per la sua precedente intrusione. L'atto di volontà suicida di Korvac preserva il suo potere e la sua coscienza, che viene inviata nel tempo per abitare vari suoi discendenti. Starhawk ne viene a conoscenza e i Guardiani della Galassia perseguono l'essenza di Korvac nel tempo. Il potere alla fine raggiunge l'anno 2977 dC e abita il padre di Michael, Jordan, che viene ucciso in battaglia con i Guardiani. La vedova di Jordan, Myra, giura di insegnare al bambino Michael che i Guardiani erano responsabili della morte di suo padre il giorno della sua nascita.
Korvac viene brevemente resuscitato in forma umana dal Gran Maestro per combattere Silver Surfer. Quando il tentativo di Korvac di usare Capitan America in uno schema per rubare il potere di un Cubo Cosmico da Teschio Rosso alla fine fallì, Teschio Rosso usò il suo potere del Cubo interiorizzato per disperdere Korvac in sei dimensioni.
In Avengers Academy, la moglie di Korvac, Carina, è stata erroneamente resuscitata da Veil (credendo che stesse aiutando a resuscitare Wasp). Korvac ritorna per lei e Hank Pym si offre di restituire Carina a Korvac, ma lei si rifiuta di andare con lui, scegliendo l'inesistenza su di lui (anche se è apparentemente immortale, come suo padre). Inizia una battaglia che vede Korvac contro tutte le attuali squadre di Vendicatori. Viene indebolito da loro e poi attaccato dalle versioni adulte degli studenti dell'Accademia. Dopo una brutale battaglia, Veil entra nel suo corpo, che paralizza temporaneamente Korvac, e Hazmat quindi annienta completamente Korvac con un'esplosione proiettata di anti-materia.
Korvac fu poi ottenuto dall'Enclave che gli diede il nome in codice di Adam IV. Inizialmente avrebbe dovuto essere utilizzato dall'Enclave nei loro piani per il dominio del mondo solo perché Korvac per liberarsi da loro li ha chiamati arroganti per non aver pianificato un universo migliore.
Un anno dopo, Korvac assunse lo pseudonimo di uno scienziato di nome "Fuller Tiehard" e partecipò a una festa tenuta da Tony Stark nella sua brownstone nel Lower East Side, dove gli parlò dell'utilizzo dell'elettricità per una fonte di energia. Quando Iron Man e Hellcat andarono di pattuglia e trovarono Unicorn che rubava la Bibbia di Gutenberg, Korvac fu testimone del combattimento. Dopo che Unicorn fu sconfitto, Korvac fece in modo che un fulmine colpisse Iron Man abbastanza da distruggere la Bibbia di Gutenberg. Iron Man in seguito andò a visitare "Fuller Tiehard" nella sua cabina vicino al Tiehard Lightning Site I per vedere come funziona il suo progetto. Mentre gli viene dato un tour, viene improvvisamente colpito da un fulmine rosa. Tony poi vede che Korvac ha Unicorn, Blizzard e Controller al suo fianco mentre menziona i suoi piani per diventare un semidio con le energie della Terra che raccoglierà mentre seleziona quale dei nemici di Iron Man affrontarlo. Hellcat si presenta dove sperona Korvac e Unicorn prima di aiutare Iron Man a combattere Blizzard e Controller. Quando Unicorn si riprende, si unisce alla lotta e chiama Korvac l'"Altro". Iron Man e Hellcat combattono contro i cattivi mentre Korvac si riprende e li colpisce con un fulmine dicendo "Così dice Korvac". Iron Man si è ripreso, ma Hellcat rimane immobile. Dopo aver sentito che Iron Man è sopravvissuto all'attacco, Korvac, Blizzard, Controller e Unicorn catturarono James Rhodes in modo che Iron Man non interferisse. Quindi andarono alla Worldship Taa II di Galactus, dove Korvac iniziò ad assorbire la rete elettrica di New York City per diventare più potente. Iron Man e Hellcat lavorano a un piano per salvare James iniziando dal reclutamento del mutante sordo Halcyon. Per salvare James Rhodes da Korvac, Iron Man, Hellcat e Halcyon reclutano Gargoyle, Scarlet Spider, Misty Knight e Frog-Man per aiutarli. Mentre si rade il pizzetto, Unicorn dice a Korvac che la guardia è in posizione. Quindi procede a persuadere Hellcat al suo fianco quando sente la sua voce. Quando viene affrontata per le strade da Korvac, Hellcat si fulmina. Quando Iron Man affronta Korvac al porto, Korvac afferma che sta conquistando l'universo solo con buone intenzioni mentre gli altri arrivano alla nave spaziale Shi'ar che Korvac stava usando. Quando Misty Knight e quelli con lei vengono apparentemente uccisi nell'esplosione, Iron Man si scaglia contro Korvac e lo combatte finché la sua armatura soffre di problemi di mobilità. Korvac chiama Blizzard, Controller e Unicorn dicendo loro che se ne andranno tra 10 minuti e per ringraziare la guardia per la falsa nave. Dopo che Korvac ha preso a calci Iron Man nel collo, l'intelligenza artificiale della sua armatura. CAPO. mette in guardia Tony su una frattura cervicale e sui pericoli dell'ipossia. Korvac poi si allontana affermando a Iron Man che tutto sarà bellissimo.

## Poteri e abilità
Korvac era un uomo normale, prima che i Badoon gli amputassero la metà inferiore del suo corpo e fondessero la metà superiore a un modulo computerizzato in grado di assorbire l'energia da qualsiasi fonte. Il modulo poteva anche sintetizzare qualsiasi forma di energia e celare armi avanzate.
Dopo aver acquisito il Potere Cosmico dall'astronave di Galactus, Korvac è in grado di sparare raggi di energia, alterare la materia, teletrasportarsi e manipolare lo spazio e il tempo. Nella sua forma umana perfetta, Korvac aveva mantenuto tutti i suoi poteri cosmici e poteva usarli per ottenere virtualmente qualsiasi effetto. Korvac è anche un brillante scienziato di informatica, abile stratega e combattente.

## Altri media

### Televisione
Korvak appare in:
- Avengers - I più potenti eroi della Terra.
- Ultimate Spider-Man.

### Videogiochi
- Korvak è un personaggio giocabile in LEGO Marvel's Avengers.
- Korvak appare in LEGO Marvel Super Heroes 2.